# Ядринская волость
Ядринская волость — административная единица в составе Ядринского уезда Нижегородской губернии. Волость существовала до 1781 года.

## История
По данным II ревизии 1747 г. в волости числились населённые пункты:
| Название                | Совр. название                         | Совр. расположение |
| ----------------------- | -------------------------------------- | ------------------ |
| село Знаменское, Ядрино | Ядрино                                 | Ядринский          |
| деревня Юнга            | ныне не существует (в составе с. Юнга) | Моргаушский        |
| деревня Чемеева         | Чемеево                                | Ядринский          |
| деревня Асламас         | Лешкас-Асламасы                        | Ядринский          |
| деревня Янымова         | Янымово                                | Ядринский          |
| деревня Чебакова        | Чебаково                               | Ядринский          |
| деревня Сюндюр          | Большой Сундырь                        | Ядринский          |
| деревня Васкина         | Васькино                               | Ядринский          |
| деревня Малая Чюрашева  | Малое Чурашево                         | Ядринский          |